# Барт, Вильгельм Леберехт
Вильгельм Леберехт Барт (нем. Wilhelm Leberecht Barth; 10 мая 1774, Гримма — 22 августа 1849, Лейпциг) — немецкий кларнетист.
В 1802—1835 годах — кларнетист Оркестра Гевандхауза. Как солист был, в частности, одним из редких ранних исполнителей (после Антона Штадлера, Бернхарда Круселля и Симона Хермштедта) Концерта для кларнета с оркестром Вольфганга Амадея Моцарта (1815). Играл также на скрипке, выступал как музыкальный педагог (его учеником был Карл Трауготт Квайссер). В 1813 году занял почётную должность лейпцигского городского музыканта (нем. Stadtmusikus), оказавшись последним её обладателем (пост был упразднён).